# Leichtathletik-Länderkampf der Männer 1983 Griechenland – BR Deutschland / BR Deutschland – Jugoslawien
| 14./15. Leichtathletik-Länderkampf mit bundesdeutscher Beteiligung 1983 | 14./15. Leichtathletik-Länderkampf mit bundesdeutscher Beteiligung 1983 |
| ----------------------------------------------------------------------- | ----------------------------------------------------------------------- |
|                                                                         |                                                                         |
| Ländervergleich der Männer: Griechenland – BR Deutschland – Jugoslawien |                                                                         |
| Austragungsort                                                          | Athen                                                                   |
| Wettbewerbe                                                             | 19                                                                      |
| Datum                                                                   | 18./19. Juli                                                            |
| 1. FRG 2. GRC                                                           | 105 P 094 P                                                             |
| 1. FRG 2. YUG                                                           | 117 P 084 P                                                             |
| Chronik                                                                 |                                                                         |
| ← NLD-FRG-BEL-FRA-ITA 00Straßenlauf (F)                                 | YUG-FRG-GRC (M) →                                                       |

Die Vergleiche Nummer vierzehn und fünfzehn des Länderkampfjahres 1983 wurden wieder als gemeinsame Veranstaltung dreier Länder mit getrennten Wertungen für jeweils zwei Nationenen durchgeführt. Das Event wurde als Länderkampf der Männer am 18./19. Juli in der griechischen Hauptstadt Athen gegen Gastgeber Griechenland und Jugoslawien ausgetragen. Das bundesdeutsche Team trat mit einer Zweitbesetzung an.
Auf Griechenland traf das bundesdeutsche Team zum dritten Mal, die letzte Begegnung lag bereits 25 Jahre zurück und hatte 1958 ebenfalls in Athen stattgefunden. Aus beiden vorangegangenen Aufeinandertreffen war die Bundesrepublik als Sieger hervorgegangen.
Der letzte Vergleich mit Jugoslawien lag noch länger zurück, 1955 hatte es diese Begegnung in Augsburg gegeben. Darüber hinaus waren sich die beiden Länder in einem Dreiländerkampf mit der Schweiz als drittem Teilnehmer 1978 begegnet. Alle vorangegangenen Wettkämpfe hatte Deutschland für sich entschieden.

## Modus
Auf dem Programm standen neunzehn Wettbewerbe, das war einer weniger als bei Länderkämpfen der Männer üblich. Es fehlte eine Bahnlangstrecke. Außerdem wurde anstelle des Rennens über 5000 Meter ein 3000-Meter-Lauf ausgetragen. Aus dem olympischen Wettbewerbskatalog fehlten nur der 5000- und 10.000-Meter-Lauf, der Marathonlauf, die beiden Gehdisziplinen sowie der Zehnkampf. Gewertet wurde in beiden Begegnungen nach dem Standardsystem.

## Ergebnis
Da die bundesdeutsche Mannschaft nicht in Toppbesetzung startete, war das Ergebnis in zahlreichen Wettbewerben nicht so eindeutig, wie es gegen die beiden schwächeren Leichtathletiknationen Griechenland und Jugoslawien zu erwarten gewesen wäre. So erreichte das griechische Team in den Einzelläufen wie die bundesdeutschen Vertreter vier Disziplinerfolge, einmal gab es hier ein Remis zwischen den beiden Ländern. Auch gegen Jugoslawien war das Resultat mit fünf bundesdeutschen Einzellaufgewinnen gegenüber vier jugoslawischen knapp. In den Staffeln lag einmal Griechenland vorn und einmal die Bundesrepublik. Im Bereich Sprung erzielte Griechenland drei zu eins Erfolge gegen die Bundesrepublik. Gegen Jugoslawien dagegen lag die Bundesrepublik hier mit drei zu eins Siegen vorn. Gegen beide gegnerischen Mannschaften entschieden die bundesdeutschen Leichtathleten in der Kategorie Wurf/Stoß jeweils drei Disziplinen für sich. Nur im Kugelstoßen lagen jeweils die beiden Kontrahenten gegenüber der Bundesrepublik vorn. Die Länderkampfwertungen verbuchten die bundesdeutschen Sportler in beiden Fällen auf dem eigenen Konto, gegen Griechenland mit 105 zu 94 Punkten und gegen Jugoslawien deutlicher mit 117 zu 84 Punkten.

## Legende
Kurze Übersicht zur Bedeutung der Symbolik – so üblicherweise auch in sonstigen Veröffentlichungen verwendet:
| DNF | nicht im Ziel (did not finish) |
| NMH | keine Höhe (No Mark)           |

## Einzelresultate

### 100 m
| Platz | Athlet                 | Land | Zeit (s) | Länderkampfwertung | Länderkampfwertung |
| ----- | ---------------------- | ---- | -------- | ------------------ | ------------------ |
| 1     | Kosmas Stratos         | GRC  | 10,47    | 1. GRC 2. FRG      | 8 P 3 P            |
| 2     | Nicolaos Hadjinicolaou | GRC  | 10,61    | 1. GRC 2. FRG      | 8 P 3 P            |
| 3     | Matthias Conrad        | FRG  | 10,64    | 1. GRC 2. FRG      | 8 P 3 P            |
| 4     | Bernd Sattler          | FRG  | 10,76    | 1. FRG 2. YUG      | 8 P 3 P            |
| 5     | Nino Meić              | YUG  | 10,92    | 1. FRG 2. YUG      | 8 P 3 P            |
| 6     | Alexander Popović      | YUG  | 10,99    | 1. FRG 2. YUG      | 8 P 3 P            |

Datum: 18. Juli

### 200 m
| Platz | Athlet            | Land | Zeit (s) | Länderkampfwertung | Länderkampfwertung |
| ----- | ----------------- | ---- | -------- | ------------------ | ------------------ |
| 1     | Kosmas Stratos    | GRC  | 21,03    | 1. GRC 2. FRG      | 6 P 5 P            |
| 2     | Željko Knapić     | YUG  | 21,31    | 1. GRC 2. FRG      | 6 P 5 P            |
| 3     | Bernd Sattler     | FRG  | 21,38    | 1. GRC 2. FRG      | 6 P 5 P            |
| 4     | Achim Lamps       | FRG  | 21,56    | 1. YUG 2. FRG      | 6 P 5 P            |
| 5     | Angelos Angelidis | GRC  | 21,68    | 1. YUG 2. FRG      | 6 P 5 P            |
| 6     | Dragan Zarić      | YUG  | 21,73    | 1. YUG 2. FRG      | 6 P 5 P            |

Datum: 19. Juli

### 400 m
| Platz | Athlet                  | Land | Zeit (s) | Länderkampfwertung | Länderkampfwertung |
| ----- | ----------------------- | ---- | -------- | ------------------ | ------------------ |
| 1     | Thomas Giessing         | FRG  | 46,04    | 1. FRG 2. GRC      | 8 P 3 P            |
| 2     | Ismail Mačev            | YUG  | 46,32    | 1. FRG 2. GRC      | 8 P 3 P            |
| 3     | Željko Knapić           | YUG  | 46,54    | 1. FRG 2. GRC      | 8 P 3 P            |
| 4     | Thomas Geuyen           | FRG  | 47,20    | 1. FRG 2. YUG      | 6 P 5 P            |
| 5     | Andreas Provelengios    | GRC  | 47,67    | 1. FRG 2. YUG      | 6 P 5 P            |
| 6     | Panayotis Stefanopoulos | GRC  | 47,89    | 1. FRG 2. YUG      | 6 P 5 P            |

Datum: 18. Juli

### 800 m
| Platz | Athlet                | Land | Zeit (min) | Länderkampfwertung | Länderkampfwertung |
| ----- | --------------------- | ---- | ---------- | ------------------ | ------------------ |
| 1     | Peter Braun           | FRG  | 1:51,75    | 1. FRG 2. GRC      | 7 P 4 P            |
| 2     | Sotirios Moutsanas    | GRC  | 1:51,92    | 1. FRG 2. GRC      | 7 P 4 P            |
| 3     | Milovan Savić         | YUG  | 1:52,24    | 1. FRG 2. GRC      | 7 P 4 P            |
| 4     | Thomas Wilking        | FRG  | 1:52,30    | 1. FRG 2. YUG      | 7 P 4 P            |
| 5     | Borislav Perica       | YUG  | 1:52,65    | 1. FRG 2. YUG      | 7 P 4 P            |
| 6     | Filippos Stylianoudis | GRC  | 1:53,05    | 1. FRG 2. YUG      | 7 P 4 P            |

Datum: 19. Juli

### 1500 m
| Platz | Athlet                | Land | Zeit (min) | Länderkampfwertung | Länderkampfwertung |
| ----- | --------------------- | ---- | ---------- | ------------------ | ------------------ |
| 1     | Dragan Zdravković     | YUG  | 3:42,24    | 1. GRC 2. FRG      | 7 P 4 P            |
| 2     | Nicolaos Tsiakoulas   | GRC  | 3:42,60    | 1. GRC 2. FRG      | 7 P 4 P            |
| 3     | Jürgen Grothe         | FRG  | 3:43,35    | 1. GRC 2. FRG      | 7 P 4 P            |
| 4     | Borislav Dević        | YUG  | 3:45,33    | 1. YUG 2. FRG      | 7 P 4 P            |
| 5     | Christos Papachristos | GRC  | 3:47,11    | 1. YUG 2. FRG      | 7 P 4 P            |
| 6     | Ralf Eckert           | FRG  | 3:54,46    | 1. YUG 2. FRG      | 7 P 4 P            |

Datum: 18. Juli

### 3000 m
| Platz | Athlet               | Land | Zeit (min) | Länderkampfwertung | Länderkampfwertung |
| ----- | -------------------- | ---- | ---------- | ------------------ | ------------------ |
| 1     | Stane Rozman         | YUG  | 7:57,01    | 1. GRC 2. FRG      | 8 P 3 P            |
| 2     | Fotios Kourtis       | GRC  | 7:57,69    | 1. GRC 2. FRG      | 8 P 3 P            |
| 3     | Elias Zacharogiannis | GRC  | 7:59,27    | 1. GRC 2. FRG      | 8 P 3 P            |
| 4     | Herbert Stephan      | FRG  | 7:59,83    | 1. YUG 2. FRG      | 6 P 5 P            |
| 5     | Werner Grommisch     | FRG  | 8:00,75    | 1. YUG 2. FRG      | 6 P 5 P            |
| 6     | Milorad Paunović     | YUG  | 8:20,75    | 1. YUG 2. FRG      | 6 P 5 P            |

Datum: 19. Juli

### 110 m Hürden
| Platz | Athlet                 | Land | Zeit (s) | Länderkampfwertung | Länderkampfwertung |
| ----- | ---------------------- | ---- | -------- | ------------------ | ------------------ |
| 1     | Michael Radzey         | FRG  | 14,02    | 1. FRG 2. GRC      | 7 P 4 P            |
| 2     | George Tsiandas        | GRC  | 14,69    | 1. FRG 2. GRC      | 7 P 4 P            |
| 3     | Borislav Pisić         | YUG  | 14,84    | 1. FRG 2. GRC      | 7 P 4 P            |
| 4     | Peter Blank            | FRG  | 15,01    | 1. FRG 2. YUG      | 7 P 4 P            |
| 5     | Aristodimos Nicolaides | GRC  | 15,20    | 1. FRG 2. YUG      | 7 P 4 P            |
| 6     | Rok Kopitar            | YUG  | 15,50    | 1. FRG 2. YUG      | 7 P 4 P            |

Datum: 19. Juli

### 400 m Hürden
| Platz | Athlet              | Land | Zeit (s) | Länderkampfwertung | Länderkampfwertung |
| ----- | ------------------- | ---- | -------- | ------------------ | ------------------ |
| 1     | Rok Kopitar         | YUG  | 50,91    | 1. FRG 2. GRC      | 8 P 3 P            |
| 2     | Matthias Kaulin     | FRG  | 50,96    | 1. FRG 2. GRC      | 8 P 3 P            |
| 3     | Markus König        | FRG  | 51,49    | 1. FRG 2. GRC      | 8 P 3 P            |
| 4     | Vassilios Andreadis | GRC  | 52,22    | 1. YUG 2. FRG      | 6 P 5 P            |
| 5     | Milan Šolaja        | YUG  | 52,34    | 1. YUG 2. FRG      | 6 P 5 P            |
| 6     | George Psilidis     | GRC  | 52,84    | 1. YUG 2. FRG      | 6 P 5 P            |

Datum: 18. Juli

### 3000 m Hindernis
| Platz | Athlet            | Land | Zeit (min) | Länderkampfwertung | Länderkampfwertung |
| ----- | ----------------- | ---- | ---------- | ------------------ | ------------------ |
| 1     | Filippos Filippou | GRC  | 8:36,83    | 1. GRC 1. FRG      | 5 P                |
| 2     | Karl-Heinz Seck   | FRG  | 8:44,97    | 1. GRC 1. FRG      | 5 P                |
| 3     | Stefan Karczewski | FRG  | 8:46,21    | 1. GRC 1. FRG      | 5 P                |
| 4     | Maks Skubis       | YUG  | 8:52,96    | 1. FRG 2. YUG      | 8 P 3 P            |
| 5     | Franc Novae       | YUG  | 8:55,50    | 1. FRG 2. YUG      | 8 P 3 P            |
| DNF   | Arsenios Tsiminos | GRC  |            | 1. FRG 2. YUG      | 8 P 3 P            |

Datum: 18. Juli

### 4 × 100 m Staffel
| Platz | Besetzung      | Land                                                    | Zeit (s) | Länderkampfwertung | Länderkampfwertung |
| ----- | -------------- | ------------------------------------------------------- | -------- | ------------------ | ------------------ |
| 1     | Griechenland   |                                                         | 39,76    | 1. GRC 2. FRG      | 5 P 2 P            |
| 2     | BR Deutschland | Achim Lamps Matthias Conrad Bernd Sattler Jürgen Schoch | 40,14    | 1. FRG 2. YUG      | 5 P 2 P            |
| 3     | Jugoslawien    |                                                         | 40,50    | 1. FRG 2. YUG      | 5 P 2 P            |

Datum: 18. Juli

### 4 × 400 m Staffel
| Platz | Besetzung      | Land                                                | Zeit (min) | Länderkampfwertung | Länderkampfwertung |
| ----- | -------------- | --------------------------------------------------- | ---------- | ------------------ | ------------------ |
| 1     | BR Deutschland | Thomas Geuyen Peter Rauh Uwe Wegner Thomas Giessing | 3:07,94    | 1. FRG 2. GRC      | 5 P 2 P            |
| 2     | Jugoslawien    |                                                     | 3:08,11    | 1. FRG 2. YUG      | 5 P 2 P            |
| 3     | Griechenland   |                                                     | 3:08,92    | 1. FRG 2. YUG      | 5 P 2 P            |

Datum: 19. Juli

### Hochsprung
| Platz | Athlet             | Land | Höhe (m) | Länderkampfwertung | Länderkampfwertung |
| ----- | ------------------ | ---- | -------- | ------------------ | ------------------ |
| 1     | Marko Medić        | YUG  | 2,21     | 1. GRC 2. FRG      | 6 P 5 P            |
| 2     | Vaso Komnenić      | YUG  | 2.18     | 1. GRC 2. FRG      | 6 P 5 P            |
| 3     | Panayoüs Panagos   | GRC  | 2.14     | 1. GRC 2. FRG      | 6 P 5 P            |
| 4     | Klaus Trapka       | FRG  | 2.14     | 1. YUG 2. FRG      | 8 P 3 P            |
| 5     | Harald Ehlke       | FRG  | 2.14     | 1. YUG 2. FRG      | 8 P 3 P            |
| 6     | loakim Trikaliaris | GRC  | 2.05     | 1. YUG 2. FRG      | 8 P 3 P            |

Datum: 18. Juli

### Stabhochsprung
| Platz | Athlet              | Land | Höhe (m) | Länderkampfwertung | Länderkampfwertung |
| ----- | ------------------- | ---- | -------- | ------------------ | ------------------ |
| 1     | Gerald Heinrich     | FRG  | 5,20     | 1. FRG 2. GRC      | 8 P 2 P            |
| 2     | Detlef de Raad      | FRG  | 5,00     | 1. FRG 2. GRC      | 8 P 2 P            |
| 3     | Dimitrios Kytteas   | GRC  | 5,00     | 1. FRG 2. GRC      | 8 P 2 P            |
| 4     | Dragan Georgijevski | YUG  | 5,00     | 1. FRG 2. YUG      | 8 P 3 P            |
| 5     | Zeljko Sarcević     | YUG  | 4,60     | 1. FRG 2. YUG      | 8 P 3 P            |
| NMH   | Andreas Tsonis      | GRC  |          | 1. FRG 2. YUG      | 8 P 3 P            |

Datum: 19. Juli

### Weitsprung
| Platz | Athlet               | Land | Weite (m) | Länderkampfwertung | Länderkampfwertung |
| ----- | -------------------- | ---- | --------- | ------------------ | ------------------ |
| 1     | Dimitrios Delifotis  | GRC  | 7,70      | 1. GRC 2. FRG      | 7 P 4 P            |
| 2     | Uwe Palm             | FRG  | 7,54      | 1. GRC 2. FRG      | 7 P 4 P            |
| 3     | Michael Rodosthenous | GRC  | 7,43      | 1. GRC 2. FRG      | 7 P 4 P            |
| 4     | Bernd Rebischke      | FRG  | 7,42      | 1. FRG 2. YUG      | 8 P 3 P            |
| 5     | Dusan Sukletović     | YUG  | 7,24      | 1. FRG 2. YUG      | 8 P 3 P            |
| 6     | Zdravko Omrcen       | YUG  | 6,92      | 1. FRG 2. YUG      | 8 P 3 P            |

Datum: 18. Juli

### Dreisprung
| Platz | Athlet           | Land | Weite (m) | Länderkampfwertung | Länderkampfwertung |
| ----- | ---------------- | ---- | --------- | ------------------ | ------------------ |
| 1     | Dimitrios Michas | GRC  | 16,60     | 1. GRC 2. FRG      | 8 P 3 P            |
| 2     | John Kyriazis    | GRC  | 16,08     | 1. GRC 2. FRG      | 8 P 3 P            |
| 3     | Dieter Stotz     | FRG  | 15,77     | 1. GRC 2. FRG      | 8 P 3 P            |
| 4     | Milan Smunić     | YUG  | 15,72     | 1. FRG 2. YUG      | 6 P 5 P            |
| 5     | Milan Spasojević | YUG  | 15,60     | 1. FRG 2. YUG      | 6 P 5 P            |
| 6     | Wolfram Walther  | FRG  | 15,13     | 1. FRG 2. YUG      | 6 P 5 P            |

Datum: 19. Juli

### Kugelstoßen
| Platz | Athlet               | Land | Weite (m) | Länderkampfwertung | Länderkampfwertung |
| ----- | -------------------- | ---- | --------- | ------------------ | ------------------ |
| 1     | Ivan Ivančić         | YUG  | 20,33     | 1. GRC 2. FRG      | 6 P 5 P            |
| 2     | Sovan Lazarević      | YUG  | 19,38     | 1. GRC 2. FRG      | 6 P 5 P            |
| 3     | Dimitrios Koutsoukis | GRC  | 18,40     | 1. GRC 2. FRG      | 6 P 5 P            |
| 4     | Bernd Kneißler       | FRG  | 17,97     | 1. YUG 2. FRG      | 8 P 3 P            |
| 5     | Detlef Vollmers      | FRG  | 17,70     | 1. YUG 2. FRG      | 8 P 3 P            |
| 6     | John Milios          | GRC  | 16,29     | 1. YUG 2. FRG      | 8 P 3 P            |

Datum: 18. Juli

### Diskuswurf
| Platz | Athlet                      | Land | Weite (m) | Länderkampfwertung | Länderkampfwertung |
| ----- | --------------------------- | ---- | --------- | ------------------ | ------------------ |
| 1     | Alois Hannecker             | FRG  | 62,46     | 1. FRG 2. GRC      | 7 P 4 P            |
| 2     | Konstantinos Georgakopoulos | GRC  | 60,30     | 1. FRG 2. GRC      | 7 P 4 P            |
| 3     | Rolf Danneberg              | FRG  | 59,04     | 1. FRG 2. GRC      | 7 P 4 P            |
| 4     | Angelos Nicolaides          | GRC  | 54,78     | 1. FRG 2. YUG      | 8 P 3 P            |
| 5     | Željko Tarabarić            | YUG  | 54,42     | 1. FRG 2. YUG      | 8 P 3 P            |
| 6     | Dmitar Marceta              | YUG  | 50,46     | 1. FRG 2. YUG      | 8 P 3 P            |

Datum: 19. Juli

### Hammerwurf
| Platz | Athlet                 | Land | Weite (m) | Länderkampfwertung | Länderkampfwertung |
| ----- | ---------------------- | ---- | --------- | ------------------ | ------------------ |
| 1     | Jörg Schaefer          | FRG  | 72,28     | 1. FRG 2. GRC      | 8 P 3 P            |
| 2     | Marc Odenthal          | FRG  | 69,26     | 1. FRG 2. GRC      | 8 P 3 P            |
| 3     | Panayotis Kremastiotis | GRC  | 66,04     | 1. FRG 2. GRC      | 8 P 3 P            |
| 4     | loannis Mangos         | GRC  | 63,74     | 1. FRG 2. YUG      | 8 P 3 P            |
| 5     | Srećko Štiglić         | YUG  | 63,04     | 1. FRG 2. YUG      | 8 P 3 P            |
| 6     | Ivica Malatessinić     | YUG  | 52,42     | 1. FRG 2. YUG      | 8 P 3 P            |

Datum: 19. Juli

### Speerwurf
| Platz | Athlet              | Land | Weite (m) | Länderkampfwertung | Länderkampfwertung |
| ----- | ------------------- | ---- | --------- | ------------------ | ------------------ |
| 1     | Wolfram Gambke      | FRG  | 80,20     | 1. FRG 2. GRC      | 8 P 3 P            |
| 2     | Peter Blank         | FRG  | 78,08     | 1. FRG 2. GRC      | 8 P 3 P            |
| 3     | Sead Krdjalić       | YUG  | 78,04     | 1. FRG 2. GRC      | 8 P 3 P            |
| 4     | Stavros Telonis     | GRC  | 73,52     | 1. FRG 2. YUG      | 8 P 3 P            |
| 5     | Stelios Anyfantakis | GRC  | 69,56     | 1. FRG 2. YUG      | 8 P 3 P            |
| 6     | Medro Durović       | YUG  | 69,46     | 1. FRG 2. YUG      | 8 P 3 P            |

Datum: 18. Juli